# École nationale d'administration (Togo)
Pour les articles homonymes, voir ENA et Ena.
L’École Nationale d'Administration (ENA) est une grande école dont le siège est situé à Lomé. Elle est chargée de former les cadres moyens et supérieurs de l'administration publique togolaise.

## Historique
Créée le 29 décembre 1958 sous le nom « École togolaise d'administration », l'établissement prend le nom « École nationale d'administration » en 1964. L'ENA du Togo existe sous sa forme actuelle depuis l'ordonnance no 79-27 du 5 juillet 1979.
Elle est rattachée au ministère de la Fonction publique, du Travail et du Dialogue social, et a pour directeur général le Professeur Adama M. Kpodar.
Dans le but de renforcer son savoir-faire, l'ENA du Togo a mis en place des partenariats avec différents organismes au cours des dernières années, notamment l'Organisation internationale du travail (ONU), et l'École nationale d'administration publique(Québec).